# زاکژوو (شهرستان زوتوف)
زاکژوو (به لهستانی:  Zakrzewo) یک روستا در لهستان است که در گمینا زاکژوو (استان لهستان بزرگ‌تر) واقع شده‌است. زاکژوو ۱٬۶۲۰ نفر جمعیت دارد.